# Gestarescala
Gestarescala (en original en inglés Galactic Pot-Healer) es una novela de ciencia ficción de Philip K. Dick publicada por primera vez en 1969. La novela trata una serie de cuestiones filosóficas y políticas, tales como las sociedades represivas, el fatalismo y la búsqueda de sentido en la vida.
Dick escribió a su vez un libro para niños en 1966 titulado Nick and the Glimmung, cuyo contexto se sitúa en el mismo universo. Fue publicado póstumamente en 1988.
Mezcla de distopía y de alegoría sobre el espacio interior, constituye uno de los grandes libros del escritor norteamericano, una de las obras intelectualmente más complejas y controvertidas de Dick. Gestarescala está muy influida por la obra del psicólogo Carl Gustav Jung en la que se expone la búsqueda del alma verdadera por parte del hombre moderno.

## Argumento
Gestarescala comienza un jueves de abril de 2046 en Cleveland, en la República Comunal de los Ciudadanos de América, una distopía totalitaria de corte comunista. El protagonista, Joe Fernwright, está desempleado y vive del subsidio. Antes era alfarero, como lo había sido su padre, en los tiempos en que un puchero de barro era algo maravilloso y los objetos no eran todos de plástico. Ahora su única forma de esquivar la cruda vacuidad de la sociedad global, su única forma de romper la soledad y el aislamiento, es descolgar el teléfono, conectar vía satélite con algún lugar remoto y participar en El Juego. Pero, un buen día, los servicios de Fernwright son requeridos en el Planeta del Labrador, junto con los de otros seres alienados y desahuciados de toda la galaxia.

## Bibliografía

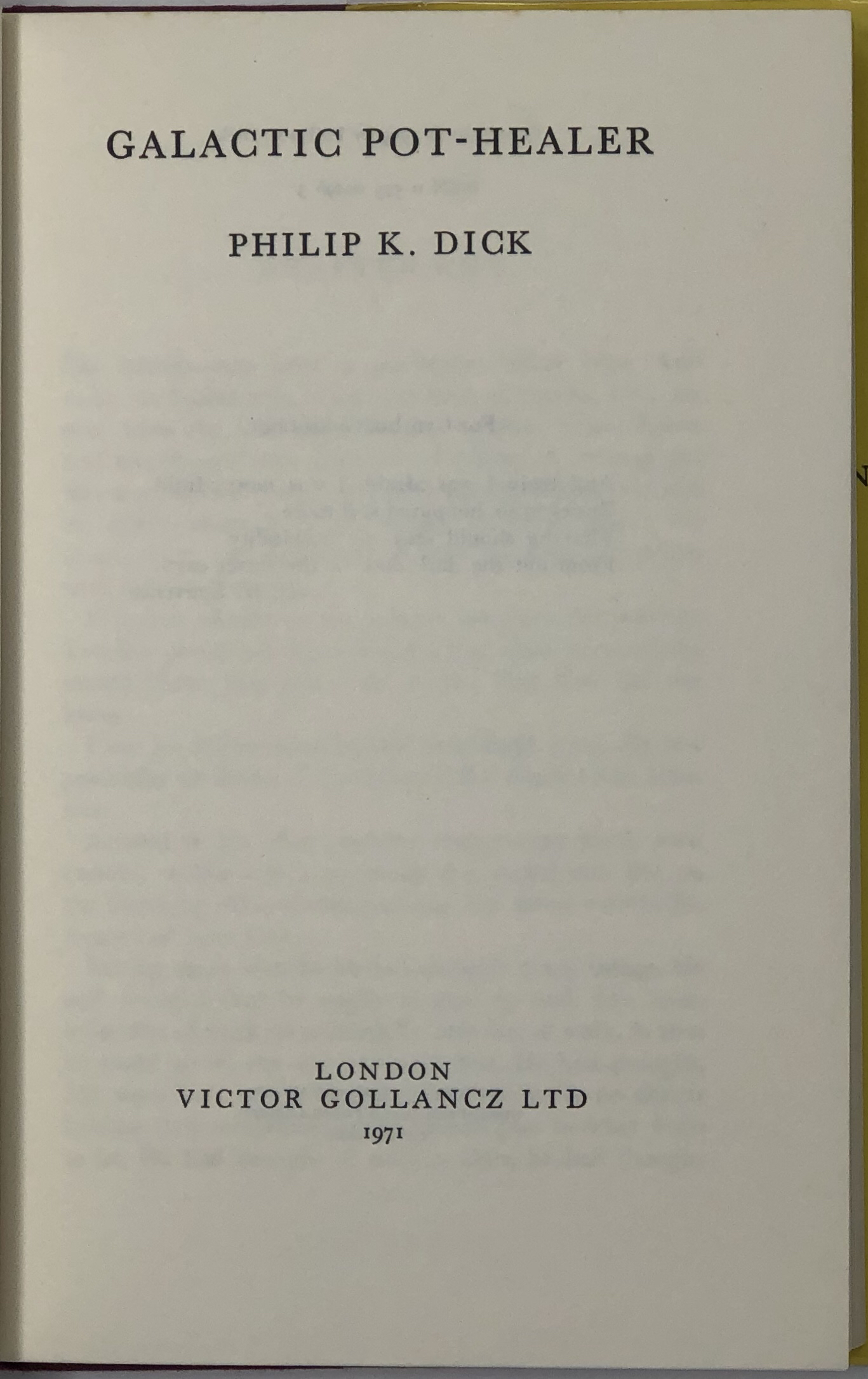
Galactic Pot-Healer.